# A.F.C. Darwen
A.F.C. Darwen là một câu lạc bộ bóng đá tọa lạc ở Darwen, Lancashire, Tây Bắc nước Anh. Thành lập năm 2009, CLB là đội bóng kế nhiệm của Darwen F.C.. Hiện tại AFC Darwen thi đấu ở Division One của North West Counties League trên sân nhà Anchor Ground.

## Lịch sử
Ngày 22 tháng 12 năm 2003 Carlsberg Tetley cố gắng cứu vớt Darwen Football and Social Club. CLB tránh khỏi phá sản thời điểm đó. Ngày 14 tháng 4 năm 2008 họ lại được cứu bởi trạm phát thanh The Bee khi tài trợ 8000 bảng Anh tiền quảng cáo. Blackburn with Darwen Council lập kế hoạch để mua Anchor Ground. Theo sau 2 sự trợ giúp khỏi phá sản nữa của Thwaites Brewery và ING Lease UK cùng sự từ chối tài trợ, ngày 14 tháng 5 năm 2009, Darwen Football Club được cứu ở High Court. CLB 134 tuổi Darwen FC vì thế vẫn tồn tại. Tuy nhiên, gần như sau đó đã có kế hoạch thành lập một đội bóng Darwen mới. Và điều đó đã thành công với sự ra đời của AFC Darwen ở mùa giải 2009–10, nhưng họ chỉ được xếp ở cấp độ 11 trong hệ thống các giải bóng đá Anh, chơi ở West Lancashire League tại Premier Division. AFC Darwen được chọn trở lại North West Counties League, Division One cho mùa giải 2010–11.

## Các cầu thủ trước đây
- Courtney Crooks